# Alessandro Budel
Pour les articles homonymes, voir Budel.
Alessandro Budel est un footballeur italien né le 25 février 1981 à Basiglio. Il joue au poste de milieu de terrain.

## Carrière
| Année     | Club                        | Matchs | Buts |
| --------- | --------------------------- | ------ | ---- |
| 1999-2000 | Milan AC                    | 0      | 0    |
| 2000-2002 | → Spezia 1906 Calcio (prêt) | 46     | 1    |
| 2002-2003 | → US Triestina (prêt)       | 33     | 0    |
| 2003-2004 | → Genoa CFC (prêt)          | 20     | 0    |
| 2003-2004 | → US Lecce (prêt)           | 7      | 0    |
| 2004      | → Parme FC (prêt)           | 10     | 0    |
| 2004-2007 | Cagliari Calcio             | 71     | 1    |
| 2007-2008 | Empoli                      | 15     | 1    |
| 2008-2009 | Parme FC                    | 35     | 3    |
| 2009-2010 | Parme FC                    | 1      | 0    |
| 2010      | Brescia                     | 7      | 0    |
| 2011      | → Torino FC (prêt)          | -      | -    |